# Хлепча
Хлепча́ —  село в Україні, у Фастівському районі Київської області. Населення становить 150 осіб.

## Пам'ятки
Через село Хлепча проходить Змійовий вал, що тягнеться від села Плесецьке, потім через село Здорівка, потім через Васильків аж до села Заріччя.

## Відомі мешканці
В селі проживає в елітному будинку площею 344 м² (придбаний у 2007 року за 5,2 млн грн) депутат Валерій Дубіль.
Також в селі є маєток Миколи Азарова, Ігоря Калетника, колишнього нардепа, Сергія Пашинського, колишнього нардепа, Анатолія Даниленка, колишнього зам. генпрокурора.

## Галерея

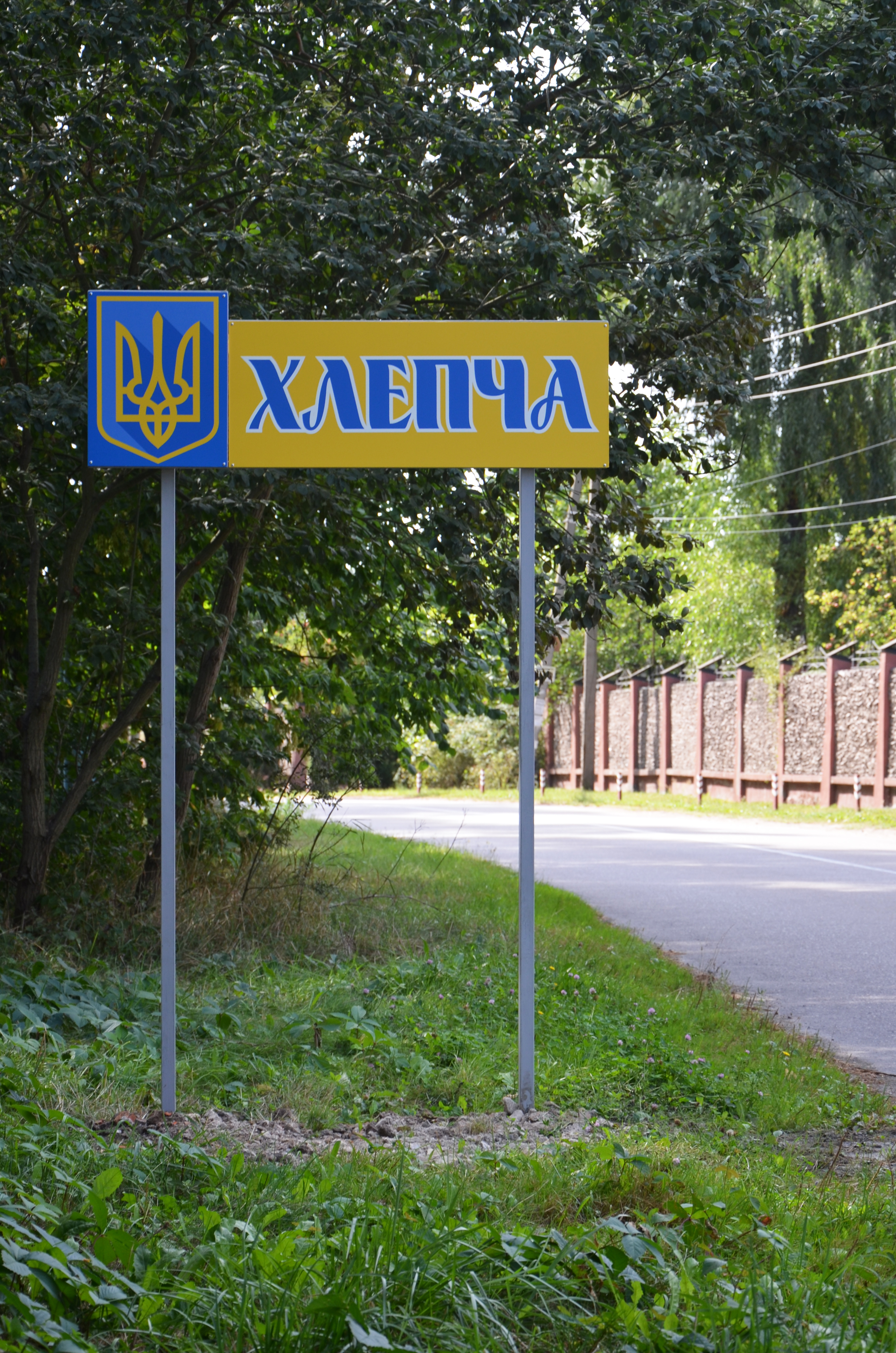
Напис "Хлепча"
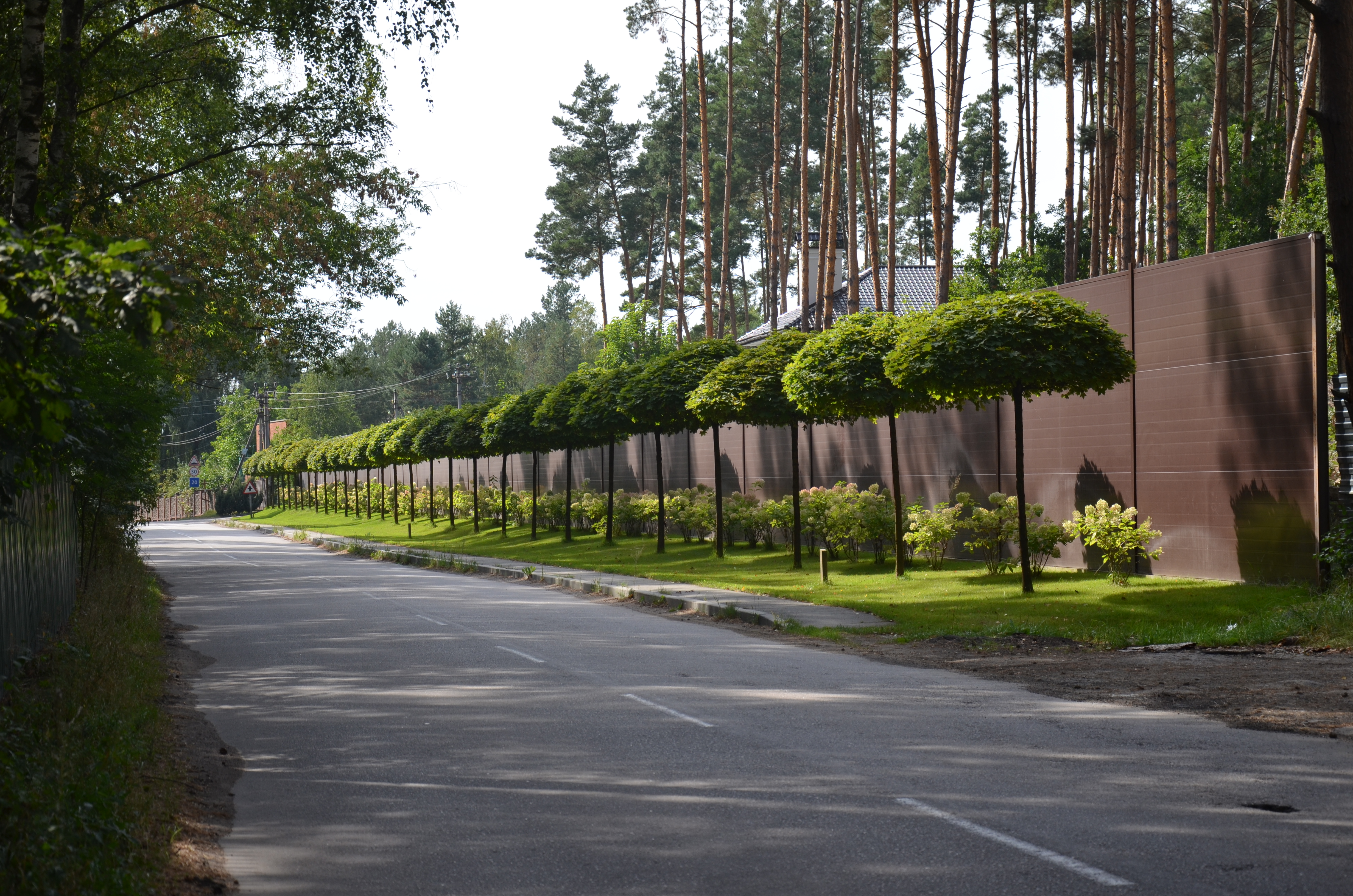
Вулиця в селі Хлепча
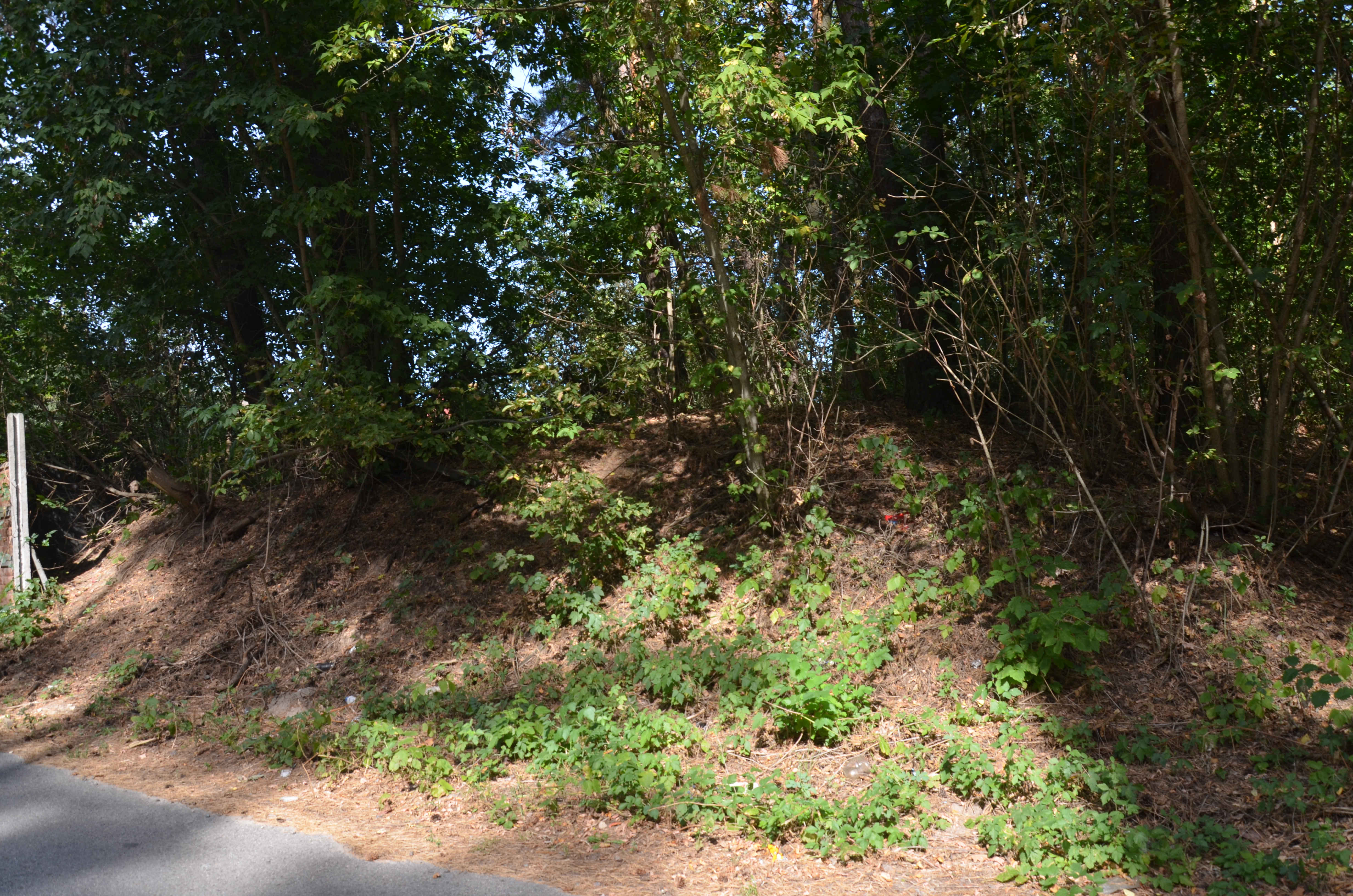
Змійовий вал в лісі біля села Хлепча